# Farum Sogn
Farum Sogn 

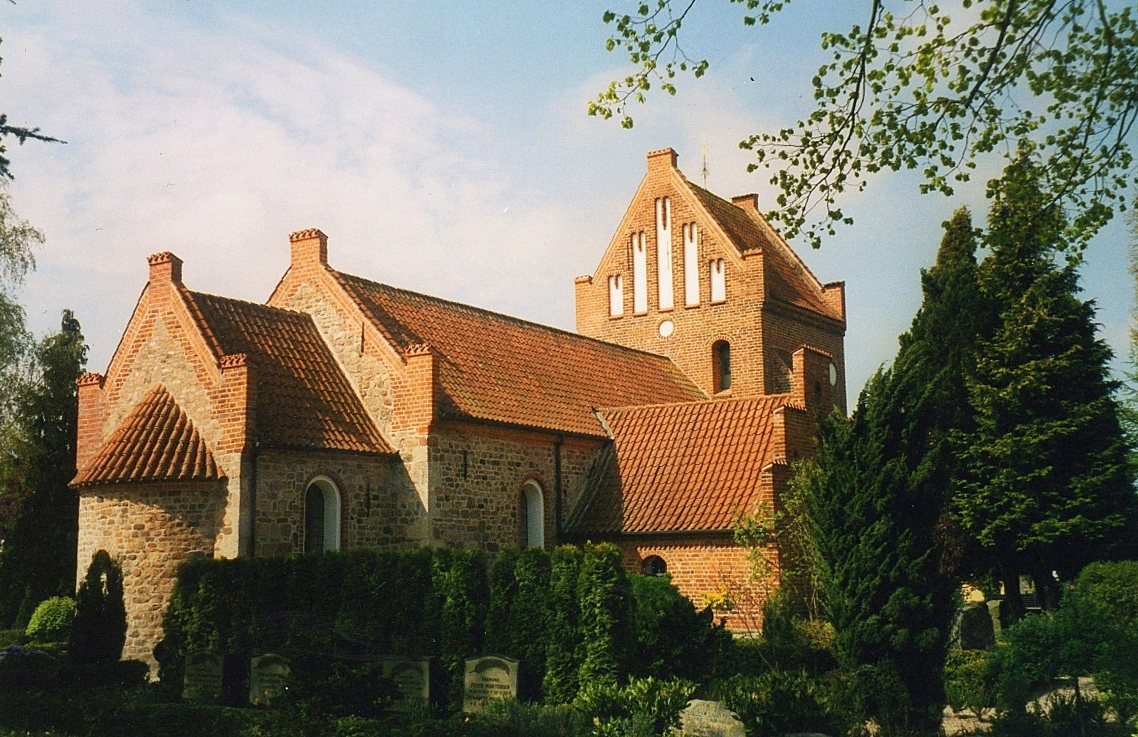
Farum Kirke

ist eine Kirchspielsgemeinde (dän.: Sogn) westlich der dänischen Hauptstadt Kopenhagen (dän.:  København).
Bis 1970 gehörte sie zur Harde Ølstykke Herred im damaligen Frederiksborg Amt, danach zur Farum Kommune im weiter bestehenden Frederiksborg Amt, die im Zuge der  Kommunalreform zum 1. Januar 2007 in der Furesø Kommune in der Region Hovedstaden aufgegangen ist.
Im Kirchspiel leben 20.850 Einwohner, davon 20.317 in der Stadt Farum (Stand: 1. Januar 2023).
Im Kirchspiel liegt die Kirche „Farum Kirke“.
Nachbargemeinden sind im Süden Værløse Sogn, ferner in der östlich benachbarten Rudersdal Kommune Ny Holte Sogn und Birkerød Sogn, in der nordwestlich benachbarten Allerød Kommune im Norden Blovstrød Sogn und im Nordwesten Engholm Sogn und Uggeløse Song und in der südwestlich benachbarten Egedal Kommune Ganløse Sogn.